# 阿子島たけし
阿子島 たけし（あこじま たけし、1940年8月30日 - 2005年12月13日）は、日本の音楽評論家。

## 来歴・人物
宮城県白石市出身。早稲田大学第一文学部卒業。1964年に報知新聞社に入社し、文化部記者として映画・音楽を担当したが、1972年に退社。翌年、ミュージック・ラボ社に入社し、音楽業界専門誌『ミュージック・ラボ』編集長を務めたが、1976年退社し、フリーの音楽評論家として独立。執筆活動のかたわら、日本レコード大賞の審査委員長、全日本有線放送大賞等の審査員を務めた。

## 焼死事件
阿子島は2005年12月12日夜に東京都のホテルで行われたディナーショー終了後に行方がわからなくなった。その後の阿子島の目撃証言は一切なく、また通話など連絡をとったものも当時実家滞在中の妻も含め一切いない。阿子島夫婦は日常的に頻繁に連絡を取り合っていたが、ディナーショー終了後から実家滞在中の妻に連絡が入ることは一度もなかった。
行方不明となってから翌日の13日早朝、神奈川県横浜市の自宅に火災が発生し全焼。
14日に家族から神奈川県警戸塚署に捜索願いが出される。その結果、12日午後11時頃にJR戸塚駅の防犯カメラに阿子島が映っていたのが確認されている。当初、行方不明後に自宅に火災が起こるなど、謎の失踪事件として報道各社は報道していた。
自宅火事から3日後の12月16日になって突如自宅敷地内の庭から阿子島が焼死体となって発見された。14、15日にさほど広くもない自宅敷地内を多数の警官が捜索していたにもかかわらず、3日後になって遺体が発見されたことについて神奈川県警は「16日に初めて屋外の捜索を開始したため」としている。庭先でみつかったことについては、火災発生当時、阿子島は2階の部屋で寝ており、火事に気が付いたときはすでに燃え広がった状態で、ベランダへ逃げてそのまま落下したためと神奈川県警は結論付けている。
神奈川県警は出火原因は放火ではなく失火と断定。死因は焼死。しかし、司法解剖では阿子島は煙を吸い込んでいなかったため、火事が発生する前に死亡したと思われ、神奈川警は、偶然の失火による焼死であり事件性はなく、事故死と判断し捜査を終了した。

## 著書
- イワテケンより世界へ―これが「ザ・ビッグマン」千昌夫だ!（1989年9月・徳間書店）ISBN 4195040469
- 酒よ、歌よ、津軽よ―ふるさと創生歌手・吉幾三の人生宅急便（1990年10月・徳間書店）ISBN 4195043611
- 歌謡曲はどこへ行く?―流行歌と人々の暮らし・昭和二〇〜四〇年（2005年3月・つくばね舎）ISBN 4924836680